# فرفار
فرفار نام روستایی است از توابع شهر فجیره از توابع امارت فجیره از امارات هفتگانه دولت امارات متحده عربی و در شبه جزیره عربستان واقع شده‌است. این روستای کوچک در مسیر جادهٔ ارتباطی وکوهستانی امارت (فجیره) به امارت شارجه واقع شده‌است. روستا در پا یهٔ کوه سر بفلک کشیده زنجیرهٔ کوه حجر واقع شده‌است. «روستای فرفار» در ناحیهٔ شمال غربی روستای «بثنه» واقع می‌باشد.

## جمعیت
جمعیت آن ۷۹ نفر (۸ خانوار) می‌باشند که از اهل سنت و مالکی مذهب هستند. شغل عمدهٔ مردم روستا کشاورزی ودامداری است، حدود ۳۰۰ اصله نخل خرما در روستا وجود دارد. بعضی از مردم روستا نیز دام خانه‌ای نیز دارند.